# Pedicularis cooperi
Pedicularis cooperi är en snyltrotsväxtart som beskrevs av Tsoong. Pedicularis cooperi ingår i släktet spiror, och familjen snyltrotsväxter. Inga underarter finns listade i Catalogue of Life.